# Squadre della NFL scomparse
La seguente è una lista di squadre della NFL scomparse, ovvero squadre che in passato hanno militato nella National Football League e non sono più attive.
In alcuni casi è difficile dire se si trattò solo di un cambio di nome o di una vera e propria scomparsa. Era inoltre comune che due o più squadre, che giocavano nella stessa stagione, avessero lo stesso soprannome. L'ultima stagione NFL giocata da una delle squadre citate fu quella del 1952. Si noti inoltre che i Colts e i Giants elencati in questa pagina sono diversi da quelli che giocano nella NFL nel ventunesimo secolo.
| Squadra                                  | Primo anno nella NFL | Ultimo anno nella NFL | Stagioni disputate | Campionati vinti |
| ---------------------------------------- | -------------------- | --------------------- | ------------------ | ---------------- |
| Akron Pros / Indians                     | 1920                 | 1926                  | 7                  | 1920             |
| Baltimore Colts                          | 1950                 | 1950                  | 1                  | --               |
| Pottsville Maroons / Boston Bulldogs     | 1925                 | 1929                  | 5                  | --               |
| Boston Yanks                             | 1944                 | 1948                  | 5                  | --               |
| Brooklyn Dodgers / Tigers                | 1930                 | 1948                  | 15                 | --               |
| Brooklyn Lions                           | 1926                 | 1926                  | 1                  | --               |
| Buffalo All Americans / Bisons / Rangers | 1920                 | 1929                  | 10                 | --               |
| Canton Bulldogs                          | 1920                 | 1926                  | 6                  | 1922, 1923       |
| Chicago Tigers                           | 1920                 | 1920                  | 1                  | --               |
| Cincinnati Celts                         | 1921                 | 1921                  | 1                  | --               |
| Cincinnati Reds                          | 1933                 | 1934                  | 2                  | --               |
| Cleveland Tigers / Indians               | 1920                 | 1921                  | 2                  | --               |
| Cleveland Indians / Bulldogs             | 1923                 | 1927                  | 4                  | 1924             |
| Cleveland Indians                        | 1931                 | 1931                  | 1                  | --               |
| Columbus Panhandles / Tigers             | 1920                 | 1926                  | 7                  | --               |
| Dallas Texans                            | 1952                 | 1952                  | 1                  | --               |
| Dayton Triangles                         | 1920                 | 1929                  | 10                 | --               |
| Detroit Heralds / Tigers                 | 1920                 | 1921                  | 2                  | --               |
| Detroit Panthers                         | 1925                 | 1926                  | 2                  | --               |
| Detroit Wolverines                       | 1928                 | 1928                  | 1                  | --               |
| Duluth Kelleys / Eskimos                 | 1923                 | 1927                  | 5                  | --               |
| Evansville Crimson Giants                | 1921                 | 1922                  | 2                  | --               |
| Frankford Yellow Jackets                 | 1924                 | 1931                  | 8                  | 1926             |
| Hammond Pros                             | 1920                 | 1926                  | 7                  | --               |
| Hartford Blues                           | 1926                 | 1926                  | 1                  | --               |
| Kansas City Blues / Cowboys              | 1924                 | 1926                  | 3                  | --               |
| Kenosha Maroons                          | 1926                 | 1926                  | 1                  | --               |
| Los Angeles Buccaneers                   | 1926                 | 1926                  | 1                  | --               |
| Louisville Brecks / Colonels             | 1921                 | 1926                  | 4                  | --               |
| Milwaukee Badgers                        | 1922                 | 1926                  | 5                  | --               |
| Minneapolis Marines / Red Jackets        | 1921                 | 1930                  | 6                  | --               |
| Muncie Flyers                            | 1920                 | 1921                  | 2                  | --               |
| New York Brickley Giants                 | 1921                 | 1921                  | 1                  | --               |
| New York Yankees                         | 1927                 | 1928                  | 2                  | --               |
| New York Bulldogs / Yanks                | 1949                 | 1951                  | 3                  | --               |
| Orange / Newark Tornadoes                | 1929                 | 1930                  | 2                  | --               |
| Oorang Indians                           | 1922                 | 1923                  | 2                  | --               |
| Providence Steam Roller                  | 1925                 | 1931                  | 7                  | 1928             |
| Racine Legion / Tornadoes                | 1922                 | 1926                  | 4                  | --               |
| Rochester Jeffersons                     | 1920                 | 1925                  | 6                  | --               |
| Rock Island Independents                 | 1920                 | 1925                  | 6                  | --               |
| Staten Island Stapletons                 | 1929                 | 1932                  | 4                  | --               |
| Saint Louis All Stars                    | 1923                 | 1923                  | 1                  | --               |
| Saint Louis Gunners                      | 1934                 | 1934                  | 1                  | --               |
| Toledo Maroons                           | 1922                 | 1923                  | 2                  | --               |
| Tonawanda Kardex                         | 1921                 | 1921                  | 1                  | --               |
| Washington Senators                      | 1921                 | 1921                  | 1                  | --               |